# Dendrerpetontidae
Dendrerpetontidae es un grupo extinto de temnospóndilos basales que vivieron en el período Carbonífero.